# Strebla tonatiae
Strebla tonatiae är en tvåvingeart som först beskrevs av Kessel 1924.  Strebla tonatiae ingår i släktet Strebla och familjen lusflugor. Inga underarter finns listade i Catalogue of Life.